# Cyphopterum halophilum
Cyphopterum halophilum är en insektsart som beskrevs av Lindberg 1954. Cyphopterum halophilum ingår i släktet Cyphopterum och familjen Flatidae. Inga underarter finns listade i Catalogue of Life.